# 维拉马尔
维拉马尔（義大利語：Villamar），是意大利撒丁大区南撒丁省的一个市镇。总面积38.64平方公里，人口2879人，人口密度74.5人/平方公里（2009年）。ISTAT代码为106026。